# ویندبرگن
ویندبرگن (به آلمانی: Windbergen) یک شهر در آلمان است که در دیمارشن واقع شده‌است. ویندبرگن ۸۴۲ نفر جمعیت دارد.